# Route 505 (Nouveau-Brunswick)
Pour les articles homonymes, voir Route 505.
La route 505 est une route locale du Nouveau-Brunswick située dans l'est de la province, au nord de Bouctouche. Elle mesure 28 kilomètres, et traverse une région côtière. De plus, elle est pavée sur toute sa longueur. Elle fait partie de la Route du littoral acadien et dessert notamment les villes et villages majoritairement acadiens du Nouveau-Brunswick.

## Tracé

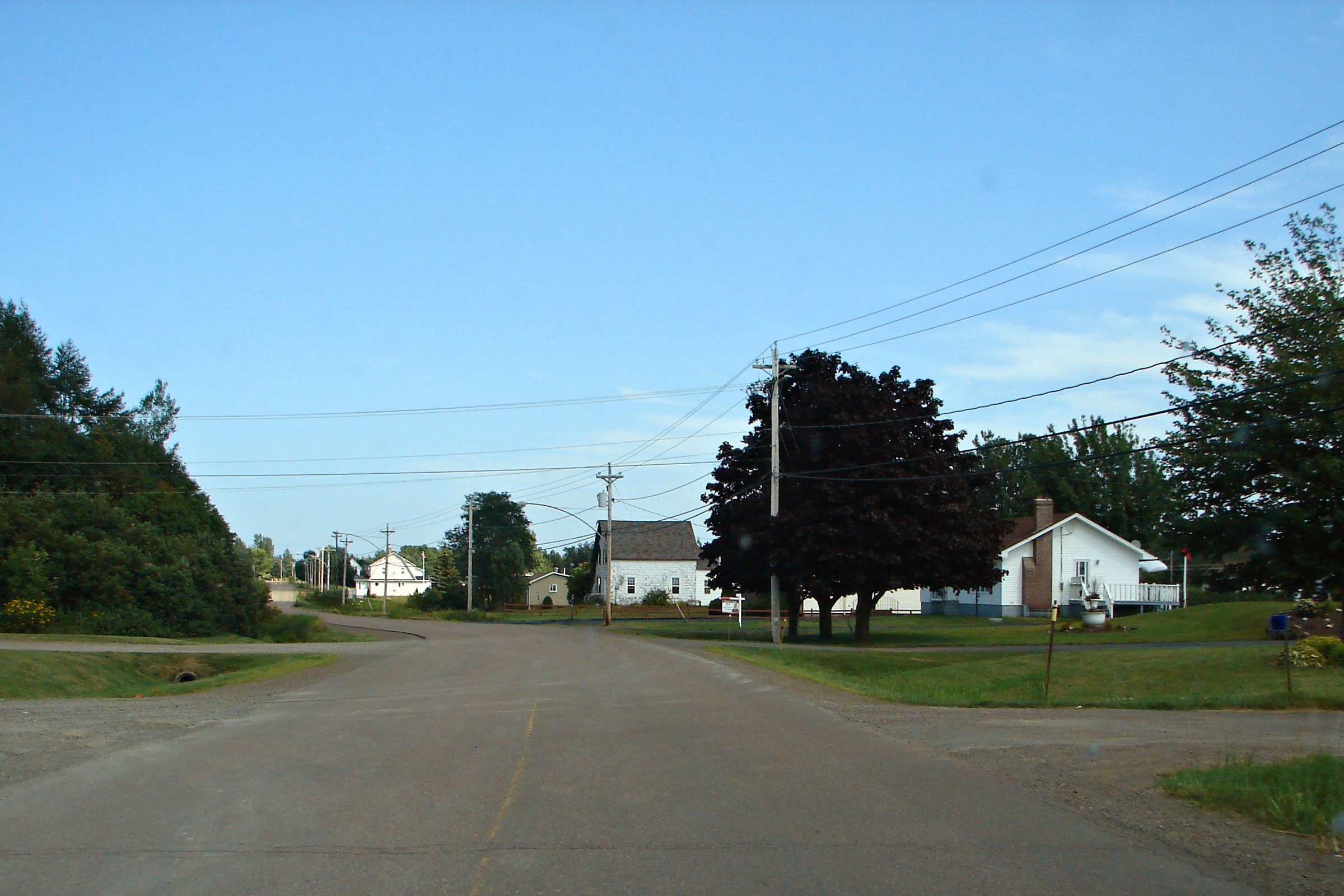
Route 505 à Richibucto Village

La 505 débute à l'est de Sainte-Anne-de-Kent, sur la route 475. Elle commence par traverser Petit-Chockpish, puis elle devient très sinueuse pour rejoindre le détroit de Northumberland, qu'elle rejoint à la hauteur du Gros Cap. Elle suit ensuite la côte du détroit pour environ 6 kilomètres, puis elle bifurque vers l'ouest pour traverser Richibucto Village, Peters Milis, et Jardineville, où elle rejoint la rivière Richibucto. Elle passe ensuite au-dessus de la route 11, puis elle se termine sur la route 134, tout juste au sud de Rexton. 

## Intersections principales
| Route 505     |                     |    |                                                                            |                           |
| Comté         | Location            | km | Intersection/Destinations                                                  | Notes                     |
| Comté de Kent | Sainte-Anne-de-Kent | 0  | R-475, vers R-134, Saint-Pierre-de-Kent, Saint-Édouard-de-Kent, Bouctouche | extrémité sud de la 505   |
| Comté de Kent | Richibucto-Village  | 17 | Chemin Bells Mills sud, Bells Mills                                        |                           |
| Comté de Kent | Rexton              | 28 | R-134, R-495 ouest, Mundleville, Richibucto                                | extrémité ouest de la 505 |